# Клопочин (Польща)
Клопочин (пол. Kłopoczyn) — село в Польщі, у гміні Садковиці Равського повіту Лодзинського воєводства.
Населення — 259 осіб (2011).
У 1975-1998 роках село належало до Скерневицького воєводства.

## Демографія
Демографічна структура станом на 31 березня 2011 року:
|          | Загалом | Допрацездатний вік | Працездатний вік | Постпрацездатний вік |
| -------- | ------- | ------------------ | ---------------- | -------------------- |
| Чоловіки | 137     | 29                 | 85               | 23                   |
| Жінки    | 122     | 22                 | 71               | 29                   |
| Разом    | 259     | 51                 | 156              | 52                   |